# Tensor

Cauchys spänningstensor, en andra ordningens tensor. Tensorns komponenter, bildar i ett tredimensionellt kartesiskt koordinatsystem, matrisen
vars kolonner är spänningarna (krafter per areaenhet) som verkar på kubens e_{1}, e_{2} och e_{3} sidor

En tensor (lat. tendo, "spänna, dra åt, tänja") är ett matematiskt objekt som är en generalisering av begreppen skalär, vektor och linjär operator. Tensorer är betydelsefulla inom differentialgeometri, fysik och teknik. Formalismen utvecklades av Gregorio Ricci-Curbastro omkring 1890 under benämningen absolut differentialkalkyl. Einsteins allmänna relativitetsteori, utvecklad under 1910-talet, formuleras med hjälp av tensornotation, och inom kontinuummekaniken används exempelvis spänningstensorn. Tensorer har tillkommit som ett praktiskt verktyg för att beskriva flerdimensionella objekt. Med tensorer hanteras sådana objekt mycket enklare än i utskriven komponentform.

## Definition
Man kan tänka sig att tensorer representerar ett schema av tal och bestämmer hur de individuella elementen skall kombineras vid multiplikation, addition och dylikt. En tensor sägs ha en ordning n, där n är ett naturligt heltal (0, 1, 2, ...) och ordningen anger antalet index ett element identifieras med.
Det finns två sätt att närma sig definitionen av tensorer: det klassiska (eller fysikaliska) sättet och det moderna (eller matematiska) sättet.
Det klassiska eller fysikaliska sättet att definiera tensorer i form av objekt vars komponenter transformeras enligt speciella regler och som även introducerar nya idéer om kovarianta och kontravarianta transformationer.
Synsättet innebär att tensorer betraktas som multidimensionella tabeller som är n-dimensionella generaliseringar av skalärer, 1-dimensionella vektorer och 2-dimensionella matriser. Tensorns "komponenter" är tabellens index.
Betraktelsesättet kan även generaliseras till tensorfält där elementen i tensorn är funktioner eller till och med differentialer. Det senare innebär en utvidgning av idéerna kring jacobimatrisen, det vill säga att elementen är derivator av en viss funktion.
Det moderna eller matematiska sättet som innebär att speciella vektorrum definieras oberoende av koordinatsystem, alltså före introduktion av baser.
Det innebär att tensorer huvudsakligen är abstrakta objekt som uttrycks som termer av ändliga multilinjära koncept. Tensoregenskaperna, eller "manipulationsreglerna", kan då härledas från definitionerna av linjära avbildningar; en mer generell härledning baseras på utvidgningar av linjär algebra till multilinjär algebra.

## Tensorer i fysiken
Många fysikaliska lagar är proportionaliteter. Till exempel medför en kraft som verkar på en fysisk kropp en hastighetsförändring som är proportionell mot kraften:
{\displaystyle {\vec {F}}=m\cdot {\dot {\vec {v}}}.}
Denna ekvation utsäger också att kraftens riktning även blir accelerationens riktning. Samma proportionalitetsfaktor, massan {\displaystyle m}, dyker också upp i formeln för kinetisk energi
{\displaystyle E_{\mathrm {kin} }={\frac {1}{2}}\cdot m\cdot v^{2}}.
Det finns dock sammanhang som inte låter sig beskrivas på detta sätt eftersom deras proportionalitetsfaktorer är beroende på de ingående vektorernas riktningar. Ett exempel är vridningsrörelse: Om ett vridmoment verkar på en roterande kropp medför det en ändring av kroppens vinkelhastighet, och en fördubbling av vridmomentet medför en fördubbling av denna effekt. Det gäller alltså att
{\displaystyle M=J\cdot \left|{\dot {\vec {\omega }}}\right|}
med en proportionalitetsfaktor {\displaystyle J}, som kan vara olika beroende på riktningen av {\displaystyle {\dot {\vec {\omega }}}}. Riktningarna på {\displaystyle {\vec {M}}} och {\displaystyle {\dot {\vec {\omega }}}} behöver inte heller stämma överens. Rotationsenergin kan på samma sätt framställas med en riktningsberoende proportionalitetsfaktor {\displaystyle J} som
{\displaystyle E_{\mathrm {rot} }={\frac {1}{2}}\cdot J\cdot \omega ^{2}}.
Detta riktningsberoende betyder att tröghetsmomentet {\displaystyle J} är en tensoriell storhet, i detta fall en tensor av andra ordningen, tröghetstensorn. "Andra ordningen" innebär i detta fall att två vektorer är inblandade; i första formeln {\displaystyle {\vec {M}}} och {\displaystyle {\dot {\vec {\omega }}}}, i den andra formeln vektorn {\displaystyle {\vec {\omega }}} två gånger. Tensorer av andra ordningen kan alltså grovt sagt göra nya vektorer av vektorer eller göra tal av vektorpar. Matematiskt motsvarar det en linjär avbildning respektive en bilinjär form, vilka bägge kan uttryckas med en {\displaystyle 3\times 3}-matris. Räknemässigt är en tensor av andra ordningen alltså inget annat än en (kvadratisk) matris, och formlerna ovan får formen
{\displaystyle {\vec {M}}=J\cdot {\dot {\vec {\omega }}}} respektive {\displaystyle E_{\mathrm {rot} }={\frac {1}{2}}\cdot {\vec {\omega }}^{T}\cdot J\cdot {\vec {\omega }}}
med motsvarande matris {\displaystyle J}.

## Tensorer som generalisering av skalärer, vektorer och matriser
I många tillämpningar, till exempel inom elasticitetsteori räcker det att tänka sig tensorer som fortsättningen på följden skalär, vektor, matris. Då skiljer man på tensorer av olika ”ordning” eller ”rang”.
- En tensor av nollte ordningen är ett tal, även kallat skalär.
- En tensor av första ordningen uttrycks som en vektor. I det n-dimensionella rummet har en sådan tensor precis n koefficienter.
- En tensor av andra ordningen uttrycks med en kvadratisk matris, alltså ett talschema i vilken var och en av tensorns n2 koefficienter betecknas med två index. (Exempel: ett kalkylark i ett kalkylprogram; en tvådimensionell pixelbild.)
- En tensor av tredje ordningen kan uttryckas med ett kubiskt schema av sina n3  koefficienter, som adresseras med tre index. (Exempel: en mapp med kalkylblad; en videosekvens (pixelbilder med en extra tidskoordinat).)
- En tensor av m-te ordningen har på motsvarande sätt nm koefficienter, som man håller reda på med m index.

## Tensorer som indexerade storheter
En n-te ordningens tensor är en n-faldigt indexerad storhet {\displaystyle T_{i_{1},i_{2},...,i_{n}}}. Det krävs därvid att det råder ett visst transformationsförhållande. Om sålunda koordinatsystemet vrids med en vridningsmatris {\displaystyle a_{i,j}}, uttrycks tensorn i de nya koordinaterna som: 
{\displaystyle T'_{i_{1},i_{2},...,i_{n}}=\sum _{j_{1}=1}^{3}...\sum _{j_{n}=1}^{3}a_{i_{1},j_{1}}...a_{i_{n},j_{n}}T_{j_{1},j_{2},...,j_{n}}}.

## Tensorer som multilinjära avbildningar
I detta avsnitt används ordet kropp enligt sin definition inom algebra.
Tensorerna {\displaystyle T} är multilinjära avbildningar till en kropp {\displaystyle K}:
{\displaystyle T:V_{1}^{}\times V_{2}^{}\times \dots \times V_{s}^{}\to K}.
{\displaystyle V_{1},\dots \ ,V_{s}} betecknar här vektorrum över samma kropp {\displaystyle K} och {\displaystyle s} betecknar tensorernas ordning. 
Multilinjära avbildningar är tensorer, om vart och ett av vektorrummen {\displaystyle V_{1},\dots \ ,V_{s}} antingen är {\displaystyle V^{*}} eller {\displaystyle V}. 
{\displaystyle V} är ett godtyckligt vektorrum och  {\displaystyle V^{*}} är dess så kallade duala vektorrum. Ett sådant består av alla linjära avbildningar från vektorrummet {\displaystyle V} till {\displaystyle K}, och är självt ett vektorrum över samma kropp. Om {\displaystyle V} också är av ändlig dimension har dessa samma dimension.

## Tensorordning
| Ordning | Namn                | Elementbeteckning | Vanlig transformation*     |
| ------- | ------------------- | ----------------- | -------------------------- |
| 0       | Skalär              | a                 | S' = \|a\|S \|             |
| 1       | Vektor              | ai                | V'i = \|a\|aijVj           |
| 2       | matris              | aij               | M'ij = \|a\|aikajlMkl      |
| 3       | Tensor av ordning 3 | aijk              | M'ijk = \|a\|ailajsakmMlsm |

* |a| är determinanten av koefficient-tabellen amn eller motsvarande i den givna dimensionen.

Tabell 1. Tensorer av de tre första ordningarna.
Kvantiteter som transformeras enligt kolumn 4 i tabell 1 brukar benämnas tensordensiteter.